# リフラの戦い
リフラの戦い (エストニア語:Lihula lahing、スウェーデン語:Slaget vid Leal)は、1220年にエストニアのリフラ城をめぐってスウェーデンとエストニアの間に起こった戦闘である。正確な日付は分かっていないが、一部の歴史家は8月8日の出来事だとしている。この戦闘についての記録として、リヴォニアのヘンリーの年代記とリヴォニアの押韻年代記が挙げられる。
1220年前半、スウェーデン王ヨハン1世は、バルト海東岸に勢力を広げるべく、未だリヴォニア帯剣騎士団の勢力の及ばないエストニア西部レーネ地方に侵攻した。要害リフラ城を攻略したスウェーデン軍は、ヨハン1世の従兄で大貴族フォルクング家のヤールだったカール・ドーヴ（カール聾公）と同じくフォルクング家出身のリンシェーピング司教カール・マグヌソンらの僅かな守備隊を残して帰還した。
8月8日早朝、サーレマー人とレーネ人の連合軍がリフラ城を包囲した。激しい戦闘のうちに城砦は炎上し、スウェーデン軍は脱出を試みたが、僅かな戦士がデンマーク領だったタリンへ逃れたのを除きほぼ全滅した。カール・ドーヴ、カール・マグヌソンをはじめ500人が戦死し、スウェーデンはエストニアにおける勢力圏を全て失った。
スウェーデンのエストニア進出の試みは、13世紀初頭のデンマーク人やドイツ人らによる北方十字軍の急速な勢力拡大に触発されたものだった。リフラの戦いでの敗北の後、エストニアはドイツ人の聖職者やリヴォニア帯剣騎士団、デンマークによって分割された。スウェーデンが再びエストニアに進出するのは16世紀後半のリヴォニア戦争以降となる。それまでの間、スウェーデンは東方のフィンランドやノヴゴロドへの進出に方針を切り替えた。